# Никлассон, Кристер
Кристер Никлассон (швед. Christer Niklasson; род. 4 января 1953) — шведский шахматист, международный мастер (1978).
Серебряный призер чемпионата Швеции 1974 г. (проиграл дополнительный матч за 1-е место М. Вальбуму). Победитель турнира северных стран 1979 г. В составе сборной Швеции участник 7-го командного чемпионата Европы (1980) в Скаре.

## Изменения рейтинга
| Графики недоступны из-за технических проблем. См. информацию на Фабрикаторе и на mediawiki.org. |